# Río Vtóraya Ponura
El río Ponura 2º (del ruso: 2-я Понура) es un río del krai de Krasnodar, en el sur de Rusia, constituyente del río Ponura, afluente del río Kirpili.

## Curso
Tiene una longitud de 15 km. Nace en las llanuras de Kubán-Priazov, 5 km al sur de Dinskaya. Lleva en sus primeros kilómetros de curso dirección noroeste y termina en dirección suroeste. En la última sección del río se encuentra Karla Marksa. Confluye con el Ponura 1º en Novotítarovskaya para formar el río Ponura. 